# Аркадьевка (Новгородская область)
Аркадьевка — деревня в Хвойнинском районе Новгородской области России. Входит в состав Миголощского сельского поселения.

## География
Деревня расположена в юго-западной части района. Находится на расстоянии 21 км от деревни Миголощи и 38 км от пгт Хвойная. Ближайший населённый пункт — деревня Смёнково.

## Население
| 2009 | 2010 |
| ---- | ---- |
| 6    | ↗7   |

В 2002 году население деревни составляло 7 человек.
Согласно результатам переписи 2002 года, в национальной структуре населения русские составляли 100 % от жителей.